# برژه‌زینیه‌وس
برژه‌زینیه‌وس (به چکی: Březiněves) یک منطقهٔ مسکونی در جمهوری چک است که در Prague 8 واقع شده‌است. برژه‌زینیه‌وس ۹۱۷ نفر جمعیت دارد.